# Neoantistea janetscheki
Neoantistea janetscheki là một loài nhện trong họ Hahniidae.
Loài này thuộc chi Neoantistea. Neoantistea janetscheki được Paolo Marcello Brignoli miêu tả năm 1976.